# Batalla de Noisseville
La Batalla de Noisseville fue un enfrentamiento en el ámbito de la Guerra Franco-Prusiana que enfrentó el 31 de agosto de 1870 a Francia y Prusia, saliendo victoriosa esta última.
**Batalla de Noisseville (31 de agosto - 1 de septiembre de 1870)**
La *Batalla de Noisseville* fue un enfrentamiento clave durante la **Guerra Franco-Prusiana**, librada entre las fuerzas del **Segundo Imperio Francés** y las tropas del **Reino de Prusia** y sus aliados alemanes. Este conflicto tuvo lugar en las afueras de Metz, cerca de la localidad de **Noisseville**, y formó parte del intento francés por romper el cerco que las fuerzas prusianas habían establecido alrededor de Metz.
### Contexto
Tras la **Batalla de Gravelotte** el 18 de agosto de 1870, las fuerzas francesas bajo el mando del **Mariscal Bazaine** quedaron atrapadas en Metz. La batalla de Noisseville representó uno de los múltiples intentos franceses de escapar del asedio prusiano. Bazaine, consciente del peligro de ser aislado, ordenó una ofensiva para romper las líneas prusianas al este de Metz.
### Desarrollo
El 31 de agosto de 1870, los franceses lanzaron su ofensiva con varias divisiones al mando de **Bazaine**. Su objetivo era romper el cerco prusiano en el área de Noisseville. Los primeros enfrentamientos fueron intensos, con las tropas francesas logrando avances temporales, capturando algunas posiciones prusianas en los alrededores del pueblo.
Sin embargo, la ofensiva francesa fue pronto contenida por las tropas prusianas comandadas por el **General von Manteuffel**, quien recibió refuerzos rápidamente. A pesar de los repetidos ataques franceses, las fuerzas prusianas lograron mantener sus posiciones gracias a su artillería superior y el uso eficiente de sus líneas de suministro.
Durante el segundo día, el 1 de septiembre, la batalla alcanzó su punto culminante. Aunque los franceses lanzaron ataques feroces, no pudieron romper el cerco prusiano de manera decisiva. La falta de coordinación y la insuficiente artillería francesa, en contraste con el poderío prusiano, fueron factores determinantes en su fracaso.
### Consecuencias
Al final del 1 de septiembre, los franceses se vieron obligados a retroceder a Metz, y la oportunidad de romper el sitio quedó completamente perdida. La derrota en Noisseville consolidó el asedio prusiano, que finalmente llevó a la rendición de Metz el 27 de octubre de 1870, marcando una derrota estratégica para Francia.
### Importancia
La *Batalla de Noisseville* destaca por ser una de las últimas oportunidades del ejército francés de escapar del asedio prusiano en Metz. Su fracaso aceleró el colapso del esfuerzo militar francés en el frente oriental y fue un preludio de la eventual derrota del **Segundo Imperio Francés** en la guerra.